# 405.
◄ | 4. stoljeće | 5. stoljeće | 6. stoljeće | ►
◄ | 370-ih | 380-ih | 390-ih | 400-ih | 410-ih | 420-ih | 430-ih | ►
◄◄ | ◄ | 402. | 403. | 404. | 405. | 406. | 407. | 408. | ► | ►►
Astronomija • Književnost • Kršćanstvo • Pravo • Promet

## Rođenja
- Ricimer, barbarski general i gospodar Zapadnog Rimskog Carstva († 18. kolovoza 472.)

## Vanjske poveznice
|  | Zajednički poslužitelj ima još gradiva o temi 405. |